# Saint-Pierre-du-Lorouër
Saint-Pierre-du-Lorouër – miejscowość i gmina we Francji, w regionie Kraj Loary, w departamencie Sarthe.
Według danych na rok 1990 gminę zamieszkiwało 301 osób, a gęstość zaludnienia wynosiła 18 osób/km² (wśród 1504 gmin Kraju Loary Saint-Pierre-du-Lorouër plasuje się na 983. miejscu pod względem liczby ludności, natomiast pod względem powierzchni na miejscu 702.).